# Marisa Bartolomei
Marisa S. Bartolomei (* in Bay Shore, New York) ist eine US-amerikanische Zellbiologin und Genetikerin an der Perelman School of Medicine, der Medizinischen Fakultät der University of Pennsylvania. Sie ist vor allem für ihre Arbeiten zur genomischen Prägung (englisch genomic imprinting) bekannt.

## Leben und Wirken
Marisa Bartolomei wuchs in den Vororten von Washington, D.C. auf. Sie erwarb 1982 an der University of Maryland, College Park einen Bachelor in Biochemie und 1987 bei Jeffry Corden an der Johns Hopkins University einen Ph.D. in Biochemie, Zell- und Molekularbiologie. Als Postdoktorandin arbeitete sie bei Shirley Tilghman an der Princeton University. Seit 1993 ist Bartolomei Professorin an der University of Pennsylvania. Hier ist sie (Stand 2024) Co-Direktorin des Instituts für Epigenetik und Professorin für Zell- und Entwicklungsbiologie. Von 1995 bis 2005 forschte sie zusätzlich für das Howard Hughes Medical Institute (HHMI).
Bartolomei und Mitarbeiter machten wichtige Entdeckungen zur Bedeutung der genomischen Prägung für die normale und gestörte Entwicklung des Ungeborenen und zu Einflüssen der Umwelt auf die genomische Prägung. Sie verwenden Mäuse als Modellorganismus und identifizierten Verbindungen zwischen genomischer Prägung und Störungen wie dem Beckwith-Wiedemann-Syndrom oder dem Silver-Russell-Syndrom. Weitere Arbeiten befassen sich mit dem Einfluss von Substanzen wie Bisphenol A oder Phthalate auf die gesunde embryonale Entwicklung und der Bedeutung von Verfahren der Künstlichen Befruchtung auf die Häufigkeit von Störungen der genomischen Prägung, insbesondere durch Störungen der DNA-Methylierung, mit dem Gen H19 und mit X-Inaktivierung.
Laut Datenbank Scopus hat Bartolomei einen h-Index von 66 (Stand Juli 2024). Sie gehört zu den Herausgebern der Proceedings of the National Academy of Sciences of the United States of America.
Marisa S. Bartolomei ist verheiratet und hat zwei Kinder.

## Auszeichnungen (Auswahl)
- 2001 Mitglied der National Academy of Sciences[2]
- 2006 Society for Women’s Health Research Medtronics Prize
- 2014 Fellow der American Association for the Advancement of Science
- 2017 Genetics Society Medal der Genetics Society[6]
- 2024 March of Dimes and Richard B. Johnston, Jr., MD Prize in Developmental Biology[3]